# Lilika Nakos

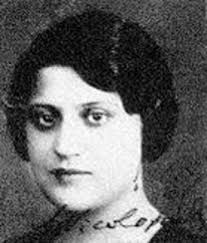
Lilika Nakos

Lilika Nakos (Grieks: Λιλίκα Νάκου) (Athene, 1899 - aldaar, 25 mei 1989) was een Grieks schrijfster en journalist.
Ze was afkomstig uit Athene maar werd opgevoed in Genève. Nakos kwam na een universiteitsstudie weer naar haar geboorteland terug, waar zij als journaliste werkte.
Lilika Nakos schreef vele romans en korte verhalen (Moederschap).
- Bibsys: 90988230
- Bibliothèque nationale de France: cb130915827 (data)
- Gemeinsame Normdatei: 141674148
- International Standard Name Identifier: 0000 0001 2139 609X
- Library of Congress Control Number: n82105385
- Nationale bibliotheek van Australië: 36084000
- Réseau des bibliothèques de Suisse occidentale: 02-A000119439
- LIBRIS: 348589
- Système universitaire de documentation: 027044297
- Trove: 1209106
- Virtual International Authority File: 362148996175059752031